# Tomorrow (canción de Sixx:A.M.)
«Tomorrow» es el tercer sencillo de la banda de hard rock de Los Ángeles Sixx:A.M.. Alcanzó el número 33 en el Hot Mainstream Rock Tracks de Estados Unidos, no del todo coincidente con el éxito del sencillo anterior "Pray for Me", que llegó al número 29.

## Lista de canciones
| N.º | Título     | Duración |  |
| 1.  | «Tomorrow» | 4:05     |  |

- Datos: Q8532949